# Terra di nessuno
Pour plus de détails, voir Fiche technique et Distribution.
Terra di nessuno est un film dramatique italien réalisé par Mario Baffico et sorti en 1939.
Le film est inspiré de deux romans de Luigi Pirandello intitulés Requiem aeterna dona eis Domine, rédigé et publié en 1913 et Romolo, rédigé en 1915 et publié en 1917.

## Fiche technique
Sauf indication contraire, les informations mentionnées dans cette section peuvent être confirmées par la base de données cinématographiques IMDb,  présente dans la section « Liens externes ».
- Titre original italien : Terra di nessuno[2]
- Réalisation : Mario Baffico
- Scenario : Stefano Landi, Corrado Alvaro, d'après les romans de Luigi Pirandello
- Photographie :	Fernando Risi (it), Ugo Lombardi
- Montage : Giorgio Simonelli
- Musique : Franco Casavola, dirigé par Ugo Giacomozzi (it)
- Décors et costumes : Alberto Tavazzi (it)
- Production : Francesco Giunta
- Société de production : Roma Film
- Pays de production :  Royaume d'Italie
- Langue originale : Italien
- Format : Noir et blanc - 1,37:1 - Son mono - 35 mm
- Durée : 94 min (1 h 34[2])
- Genre : Drame
- Dates de sortie :
  - Royaume d'Italie : 17 avril 1939
  - États-Unis : 23 octobre 1940

## Distribution
- Mario Ferrari : Pietro Gori
- Laura Solari : Grazia
- Nelly Corradi : Elisabetta dite « Bettina »
- Umberto Sacripante : Rinaldo
- Maurizio D'Ancora : Rocco Securo
- Lamberto Picasso : Le père de Rocco
- Lola Braccini : Mme Securo
- Tina Pica : Maruzza
- Vasco Creti : Romualdo, le père de Grazia
- Giovanni Grasso : Le marionnettiste
- Giuseppe Gambardella : Le campeur
- Mario Mazza : Le maréchal-ferrant
- Corrado De Cenzo : Le préfet
- Enzo Biliotti : Le vieux gardien
- Dhia Cristiani :
- Mario Gallina :
- Marcello Simoni :